# Liste des monuments historiques de l'arrondissement de Bayeux
Cette liste regroupe une partie des monuments historiques du Calvados.
- Haut – A
- B
- C
- D
- E
- F
- G
- H
- I
- J
- K
- L
- M
- N
- O
- P
- Q
- R
- S
- T
- U
- V
- W
- X
- Y
- Z

## Liste
| Monument                                             | Commune                    | Adresse                                        | Coordonnées                                    | Notice                                         | Protection                                     | Date                                           | Illustration                                     |
| ---------------------------------------------------- | -------------------------- | ---------------------------------------------- | ---------------------------------------------- | ---------------------------------------------- | ---------------------------------------------- | ---------------------------------------------- | ------------------------------------------------ |
| Station radar                                        | Arromanches-les-Bains      | Le Callouet                                    | 49° 20′ 23″ nord, 0° 36′ 53″ ouest             | « PA14000009 »                                 | Inscrit                                        | 1998                                           | Station radar                                    |
| Batterie                                             | Asnelles                   |                                                | 49° 20′ 31″ nord, 0° 35′ 04″ ouest             | « PA00111837 »                                 | Inscrit                                        | 1992                                           | Batterie                                         |
| Église Saint-Vigor                                   | Asnières-en-Bessin         |                                                | 49° 22′ 03″ nord, 0° 56′ 19″ ouest             | « PA00111016 »                                 | Classé                                         | 1840                                           | Église Saint-Vigor                               |
| Château d'Audrieu                                    | Audrieu                    |                                                | 49° 12′ 15″ nord, 0° 35′ 40″ ouest             | « PA00111018 »                                 | Classé                                         | 1967                                           | Château d'Audrieu                                |
| Château de Balleroy                                  | Balleroy                   |                                                | 49° 10′ 45″ nord, 0° 50′ 33″ ouest             | « PA00111028 »                                 | Classé                                         | 1951                                           | Château de Balleroy                              |
| Église Saint-Martin                                  | Balleroy                   |                                                | 49° 10′ 47″ nord, 0° 50′ 23″ ouest             | « PA00111029 »                                 | Classé                                         | 1951                                           | Église Saint-Martin                              |
| Château de Barbeville                                | Barbeville                 |                                                | 49° 16′ 38″ nord, 0° 44′ 48″ ouest             | « PA00111033 »                                 | Inscrit                                        | 1972                                           | Château de Barbeville                            |
| Église Saint-Martin                                  | Barbeville                 |                                                | 49° 16′ 40″ nord, 0° 44′ 42″ ouest             | « PA00111034 »                                 | Inscrit                                        | 1926                                           | Église Saint-Martin                              |
|                                                      | Bayeux                     | Voir Liste des monuments historiques de Bayeux | Voir Liste des monuments historiques de Bayeux | Voir Liste des monuments historiques de Bayeux | Voir Liste des monuments historiques de Bayeux | Voir Liste des monuments historiques de Bayeux | Voir Liste des monuments historiques de Bayeux   |
| Église Saint-Martin                                  | Bazenville                 | Le Bourg                                       | 49° 17′ 56″ nord, 0° 35′ 13″ ouest             | « PA00111069 »                                 | Classé Inscrit                                 | 1917 2000                                      | Église Saint-Martin                              |
| Château de Bernesq                                   | Bernesq                    |                                                | 49° 16′ 20″ nord, 0° 56′ 34″ ouest             | « PA00111083 »                                 | Inscrit                                        | 1927                                           | Château de Bernesq                               |
| Manoir de Cléronde                                   | Blay                       |                                                | 49° 17′ 43″ nord, 0° 50′ 13″ ouest             | « PA00111101 »                                 | Inscrit                                        | 1929                                           | Manoir de Cléronde                               |
| Église Saint-Pierre                                  | Bricqueville               |                                                | 49° 17′ 25″ nord, 0° 57′ 47″ ouest             | « PA00111121 »                                 | Classé                                         | 1862                                           | Église Saint-Pierre                              |
| Château de Jucoville                                 | La Cambe                   |                                                | 49° 21′ 13″ nord, 1° 01′ 11″ ouest             | « PA00111201 »                                 | Inscrit                                        | 1927                                           | Château de Jucoville                             |
| Manoir de Montmirel                                  | La Cambe                   |                                                | 49° 21′ 31″ nord, 0° 59′ 29″ ouest             | « PA00111202 »                                 | Inscrit                                        | 1929                                           | Image manquante Téléverser                       |
| Colombier du château des Fresnes                     | Campigny                   |                                                | 49° 15′ 00″ nord, 0° 48′ 01″ ouest             | « PA00111208 »                                 | Inscrit                                        | 1927                                           | Colombier du château des Fresnes                 |
| Église Notre-Dame                                    | Campigny                   |                                                | 49° 14′ 32″ nord, 0° 48′ 33″ ouest             | « PA00111209 »                                 | Classé Inscrit                                 | 1862 1945                                      | Église Notre-Dame                                |
| Manoir de Campigny                                   | Campigny                   |                                                | 49° 14′ 35″ nord, 0° 48′ 35″ ouest             | « PA00111210 »                                 | Classé Inscrit                                 | 1932 1933                                      | Manoir de Campigny                               |
| Château de Canchy                                    | Canchy                     |                                                | 49° 19′ 49″ nord, 0° 59′ 03″ ouest             | « PA00111213 »                                 | Inscrit                                        | 1927                                           | Château de Canchy                                |
| Château de Castillon                                 | Castillon                  |                                                | 49° 12′ 28″ nord, 0° 47′ 48″ ouest             | « PA14000002 »                                 | Inscrit                                        | 1997                                           | Château de Castillon                             |
| Pont de Sully                                        | Castillon                  |                                                | 49° 12′ 09″ nord, 0° 49′ 11″ ouest             | « PA00111829 »                                 | Inscrit                                        | 1990                                           | Pont de Sully                                    |
| Château de Castilly                                  | Castilly                   |                                                | 49° 16′ 30″ nord, 1° 01′ 32″ ouest             | « PA14000059 »                                 | Inscrit                                        | 2005                                           | Château de Castilly                              |
| Château de Bellevalle                                | Chouain                    |                                                | 49° 12′ 40″ nord, 0° 39′ 03″ ouest             | « PA00111227 »                                 | Inscrit                                        | 1928                                           | Château de Bellevalle                            |
| Église Notre-Dame-de-l'Assomption                    | Colleville-sur-Mer         |                                                | 49° 20′ 55″ nord, 0° 50′ 52″ ouest             | « PA00111232 »                                 | Classé                                         | 1840                                           | Église Notre-Dame-de-l'Assomption                |
| Château de Colombières                               | Colombières                | Le Château                                     | 49° 18′ 11″ nord, 0° 58′ 32″ ouest             | « PA00111234 »                                 | Inscrit Classé Inscrit                         | 1927 1968 2006                                 | Château de Colombières                           |
| Ferme du Clos-Montfort                               | Colombières                | Hameau Minet                                   | 49° 18′ 18″ nord, 0° 59′ 52″ ouest             | « PA14000100 »                                 | Inscrit                                        | 2011                                           | Image manquante Téléverser                       |
| Église Saint-Vigor                                   | Colombiers-sur-Seulles     |                                                | 49° 17′ 36″ nord, 0° 30′ 43″ ouest             | « PA00111235 »                                 | Classé                                         | 1877                                           | Église Saint-Vigor                               |
| Menhir des Demoiselles                               | Colombiers-sur-Seulles     | La Pierre                                      | 49° 17′ 48″ nord, 0° 30′ 25″ ouest             | « PA00111236 »                                 | Classé                                         | 1889                                           | Menhir des Demoiselles                           |
| Église Notre-Dame                                    | Commes                     |                                                | 49° 20′ 15″ nord, 0° 44′ 10″ ouest             | « PA00111238 »                                 | Inscrit                                        | 1926                                           | Église Notre-Dame                                |
| Église Saint-André                                   | Cormolain                  |                                                | 49° 07′ 47″ nord, 0° 51′ 19″ ouest             | « PA00111244 »                                 | Inscrit                                        | 1927                                           | Église Saint-André                               |
| Clos Mondeville                                      | Crépon                     |                                                | 49° 18′ 39″ nord, 0° 33′ 01″ ouest             | « PA00111257 »                                 | Inscrit                                        | 1927                                           | Clos Mondeville                                  |
| Église Saint-Médard-et-Saint-Gildard                 | Crépon                     |                                                | 49° 18′ 59″ nord, 0° 33′ 00″ ouest             | « PA00111255 »                                 | Inscrit                                        | 1927                                           | Église Saint-Médard-et-Saint-Gildard             |
| Ferme de la Rançonnière                              | Crépon                     | R.D. 65                                        | 49° 18′ 43″ nord, 0° 32′ 50″ ouest             | « PA00111256 »                                 | Inscrit                                        | 1927 1970                                      | Ferme de la Rançonnière                          |
| Grande Ferme                                         | Crépon                     |                                                | 49° 18′ 45″ nord, 0° 32′ 57″ ouest             | « PA00111258 »                                 | Inscrit                                        | 1927                                           | Grande Ferme                                     |
| Église Notre-Dame                                    | Cricqueville-en-Bessin     |                                                | 49° 22′ 38″ nord, 1° 00′ 03″ ouest             | « PA00111267 »                                 | Classé                                         | 1911                                           | Église Notre-Dame                                |
| Église Saint-Martin                                  | Crouay                     |                                                | 49° 16′ 02″ nord, 0° 48′ 25″ ouest             | « PA00111271 »                                 | Inscrit                                        | 1927                                           | Église Saint-Martin                              |
| Église Saint-Barthélemy                              | Cussy                      |                                                | 49° 17′ 04″ nord, 0° 45′ 50″ ouest             | « PA00111275 »                                 | Inscrit                                        | 1927                                           | Église Saint-Barthélemy                          |
| Abbaye des Deux-Jumeaux                              | Deux-Jumeaux               |                                                | 49° 20′ 54″ nord, 0° 57′ 44″ ouest             | « PA00111282 »                                 | Inscrit                                        | 1927                                           | Abbaye des Deux-Jumeaux                          |
| Église Saint-Martin-de-Vertou                        | Deux-Jumeaux               |                                                | 49° 20′ 55″ nord, 0° 57′ 42″ ouest             | « PA00111281 »                                 | Classé                                         | 1914                                           | Église Saint-Martin-de-Vertou                    |
| Église Saint-Pierre                                  | Ellon                      |                                                | 49° 13′ 13″ nord, 0° 40′ 37″ ouest             | « PA00111294 »                                 | Classé                                         | 1913                                           | Église Saint-Pierre                              |
| Château de Beaumont-le-Richard                       | Englesqueville-la-Percée   | Château de Beaumont                            | 49° 22′ 14″ nord, 0° 58′ 01″ ouest             | « PA00111298 »                                 | Classé Inscrit                                 | 1919 1997                                      | Château de Beaumont-le-Richard                   |
| Château d'Esquay-sur-Seulles                         | Esquay-sur-Seulles         |                                                | 49° 16′ 23″ nord, 0° 37′ 02″ ouest             | « PA00111303 »                                 | Inscrit                                        | 1927                                           | Château d'Esquay-sur-Seulles                     |
| Église Saint-Romain                                  | Étréham                    |                                                | 49° 19′ 16″ nord, 0° 47′ 44″ ouest             | « PA00111305 »                                 | Classé                                         | 1840                                           | Église Saint-Romain                              |
| Ferme de la Marguerie                                | Étréham                    |                                                | 49° 19′ 15″ nord, 0° 47′ 46″ ouest             | « PA00111306 »                                 | Inscrit                                        | 1933                                           | Ferme de la Marguerie                            |
| Église Saint-Martin                                  | Formigny                   |                                                | 49° 20′ 13″ nord, 0° 53′ 55″ ouest             | « PA00111350 »                                 | Classé                                         | 1840                                           | Église Saint-Martin                              |
| Église Saint-Pierre                                  | Formigny                   | Engranville                                    | 49° 19′ 14″ nord, 0° 53′ 45″ ouest             | « PA00111351 »                                 | Inscrit                                        | 1927                                           | Église Saint-Pierre                              |
| Monument commémoratif de la bataille de Formigny     | Formigny                   |                                                | 49° 19′ 59″ nord, 0° 54′ 01″ ouest             | « PA14000068 »                                 | Inscrit                                        | 2006                                           | Monument commémoratif de la bataille de Formigny |
| Église Saint-Pierre                                  | Foulognes                  |                                                | 49° 08′ 28″ nord, 0° 49′ 08″ ouest             | « PA00111352 »                                 | Inscrit                                        | 1927                                           | Église Saint-Pierre                              |
| Église Saint-Pierre                                  | Géfosse-Fontenay           |                                                | 49° 21′ 46″ nord, 1° 05′ 15″ ouest             | « PA00111360 »                                 | Inscrit                                        | 1927                                           | Église Saint-Pierre                              |
| Manoir de l'Hermerel                                 | Géfosse-Fontenay           |                                                | 49° 22′ 06″ nord, 1° 04′ 37″ ouest             | « PA00111361 »                                 | Inscrit                                        | 1975                                           | Manoir de l'Hermerel                             |
| Église Saint-Germain de Maisy                        | Grandcamp-Maisy            |                                                | 49° 22′ 53″ nord, 1° 03′ 18″ ouest             | « PA00111373 »                                 | Inscrit                                        | 1926                                           | Église Saint-Germain de Maisy                    |
| Église Saint-Malo de Létanville                      | Grandcamp-Maisy            |                                                | 49° 22′ 22″ nord, 1° 01′ 37″ ouest             | « PA00111374 »                                 | Inscrit                                        | 1959                                           | Église Saint-Malo de Létanville                  |
| Villa le Manoir                                      | Grandcamp-Maisy            | 27 rue Gambetta                                | 49° 23′ 21″ nord, 1° 02′ 14″ ouest             | « PA14000069 »                                 | Inscrit                                        | 2006                                           | Villa le Manoir                                  |
| Église Saint-Germain                                 | Guéron                     |                                                | 49° 14′ 57″ nord, 0° 42′ 44″ ouest             | « PA00111379 »                                 | Classé                                         | 1915                                           | Église Saint-Germain                             |
| Abbaye Saint-Martin                                  | Juaye-Mondaye              |                                                | 49° 12′ 25″ nord, 0° 41′ 15″ ouest             | « PA00111458 »                                 | Inscrit Classé Inscrit                         | 1927 1947 1999                                 | Abbaye Saint-Martin                              |
| Château de Juaye                                     | Juaye-Mondaye              |                                                | 49° 13′ 12″ nord, 0° 42′ 29″ ouest             | « PA00111459 »                                 | Inscrit                                        | 1988                                           | Image manquante Téléverser                       |
| Église Saint-Vigor de Juaye                          | Juaye-Mondaye              |                                                | 49° 12′ 48″ nord, 0° 41′ 50″ ouest             | « PA00111460 »                                 | Inscrit                                        | 1927                                           | Église Saint-Vigor de Juaye                      |
| Église Saint-Martin de Parfouru-l'Éclin              | Livry                      |                                                | 49° 08′ 04″ nord, 0° 44′ 58″ ouest             | « PA00111500 »                                 | Classé                                         | 1913                                           | Église Saint-Martin de Parfouru-l'Éclin          |
| Église Saint-Pierre                                  | Longraye                   |                                                | 49° 09′ 24″ nord, 0° 41′ 55″ ouest             | « PA00111450 »                                 | Classé                                         | 1914                                           | Église Saint-Pierre                              |
| Abbaye Sainte-Marie                                  | Longues-sur-Mer            |                                                | 49° 19′ 55″ nord, 0° 41′ 55″ ouest             | « PA00111502 »                                 | Classé Inscrit                                 | 1915 2006                                      | Abbaye Sainte-Marie                              |
| Batterie                                             | Longues-sur-Mer            |                                                | 49° 20′ 36″ nord, 0° 41′ 42″ ouest             | « PA00132892 »                                 | Classé                                         | 2001                                           | Batterie                                         |
| Cimetière de Marigny                                 | Longues-sur-Mer            |                                                | 49° 20′ 07″ nord, 0° 42′ 23″ ouest             | « PA00111503 »                                 | Inscrit                                        | 1926                                           | Cimetière de Marigny                             |
| Église Saint-Pierre                                  | Longues-sur-Mer            |                                                | 49° 19′ 44″ nord, 0° 41′ 00″ ouest             | « PA00111504 »                                 | Inscrit                                        | 1927                                           | Église Saint-Pierre                              |
| Église Saint-Manvieu                                 | Longueville                |                                                | 49° 20′ 28″ nord, 0° 57′ 51″ ouest             | « PA00111505 »                                 | Inscrit                                        | 1928                                           | Église Saint-Manvieu                             |
| Église Notre-Dame                                    | Louvières                  |                                                | 49° 21′ 50″ nord, 0° 55′ 10″ ouest             | « PA00111509 »                                 | Classé                                         | 1840                                           | Église Notre-Dame                                |
| Château de Magny-en-Bessin                           | Magny-en-Bessin            |                                                | 49° 18′ 27″ nord, 0° 39′ 54″ ouest             | « PA00111515 »                                 | Inscrit                                        | 1946                                           | Château de Magny-en-Bessin                       |
| Manoir de Douville                                   | Mandeville-en-Bessin       |                                                | 49° 18′ 28″ nord, 0° 50′ 52″ ouest             | « PA00111523 »                                 | Inscrit                                        | 1927                                           | Manoir de Douville                               |
| Église Saint-Pierre                                  | Le Manoir                  |                                                | 49° 17′ 01″ nord, 0° 35′ 39″ ouest             | « PA00111525 »                                 | Inscrit                                        | 1926                                           | Église Saint-Pierre                              |
| Manoir du Manoir                                     | Le Manoir                  | Route de Vienne-en-Bessin                      | 49° 16′ 55″ nord, 0° 35′ 53″ ouest             | « PA00111526 »                                 | Inscrit                                        | 1939                                           | Manoir du Manoir                                 |
| Église Saint-Rémi                                    | Manvieux                   |                                                | 49° 20′ 12″ nord, 0° 39′ 20″ ouest             | « PA00111527 »                                 | Inscrit                                        | 1926                                           | Église Saint-Rémi                                |
| Église Saint-Manvieu                                 | Meuvaines                  |                                                | 49° 19′ 36″ nord, 0° 33′ 54″ ouest             | « PA00111548 »                                 | Inscrit                                        | 1927                                           | Église Saint-Manvieu                             |
| Église Saint-Germain de Littry                       | Le Molay-Littry            |                                                | 49° 13′ 36″ nord, 0° 53′ 04″ ouest             | « PA00111497 »                                 | Inscrit                                        | 1926                                           | Église Saint-Germain de Littry                   |
| Château de Crémel                                    | Monceaux-en-Bessin         | Crémel                                         | 49° 15′ 55″ nord, 0° 41′ 41″ ouest             | « PA00111554 »                                 | Inscrit                                        | 1928 2012                                      | Château de Crémel                                |
| Église Saint-Eustache                                | Mosles                     |                                                | 49° 18′ 35″ nord, 0° 49′ 14″ ouest             | « PA00111561 »                                 | Classé                                         | 1913                                           | Église Saint-Eustache                            |
| Château de Neuilly-la-Forêt                          | Neuilly-la-Forêt           |                                                | 49° 15′ 57″ nord, 1° 06′ 31″ ouest             | « PA14000014 »                                 | Inscrit                                        | 1999                                           | Image manquante Téléverser                       |
| Église Saint-Martin                                  | Nonant                     |                                                | 49° 14′ 36″ nord, 0° 38′ 18″ ouest             | « PA00111567 »                                 | Inscrit                                        | 1975                                           | Église Saint-Martin                              |
| Manoir du Pont-Senot                                 | Noron-la-Poterie           |                                                | 49° 13′ 16″ nord, 0° 46′ 20″ ouest             | « PA00111572 »                                 | Inscrit                                        | 1927                                           | Manoir du Pont-Senot                             |
| Église Saint-Clément de Saint-Clément-sur-le-Vey     | Osmanville                 | Saint-Clément                                  | 49° 20′ 17″ nord, 1° 05′ 57″ ouest             | « PA14000012 »                                 | Inscrit                                        | 1998                                           | Église Saint-Clément de Saint-Clément-sur-le-Vey |
| Église Saint-Martin d'Osmanville                     | Osmanville                 |                                                | 49° 19′ 42″ nord, 1° 04′ 54″ ouest             | « PA00111585 »                                 | Inscrit                                        | 1927                                           | Église Saint-Martin d'Osmanville                 |
| Commanderie templière de Baugy                       | Planquery                  |                                                | 49° 10′ 42″ nord, 0° 49′ 16″ ouest             | « PA00135500 »                                 | Inscrit                                        | 1995                                           | Image manquante Téléverser                       |
| Château de Villiers-sur-Port                         | Port-en-Bessin-Huppain     | Huppain                                        | 49° 20′ 18″ nord, 0° 47′ 09″ ouest             | « PA00111619 »                                 | Inscrit                                        | 1927                                           | Château de Villiers-sur-Port                     |
| Église Saint-Nicolas                                 | Port-en-Bessin-Huppain     | Huppain                                        | 49° 20′ 14″ nord, 0° 47′ 05″ ouest             | « PA00111621 »                                 | Classé                                         | 1922                                           | Église Saint-Nicolas                             |
| Église Saint-Pierre                                  | Port-en-Bessin-Huppain     | Huppain                                        | 49° 20′ 30″ nord, 0° 46′ 20″ ouest             | « PA00111620 »                                 | Classé                                         | 1913                                           | Église Saint-Pierre                              |
| Tour Vauban                                          | Port-en-Bessin-Huppain     | Port-en-Bessin                                 | 49° 20′ 57″ nord, 0° 45′ 15″ ouest             | « PA00111622 »                                 | Classé                                         | 1948                                           | Tour Vauban                                      |
| Église Notre-Dame                                    | Ranchy                     |                                                | 49° 15′ 12″ nord, 0° 45′ 24″ ouest             | « PA00111633 »                                 | Inscrit                                        | 1926                                           | Église Notre-Dame                                |
| Église Saint-Éloi                                    | Russy                      |                                                | 49° 19′ 58″ nord, 0° 49′ 09″ ouest             | « PA00111647 »                                 | Inscrit                                        | 1926                                           | Église Saint-Éloi                                |
| Église Saint-Martin                                  | Ryes                       |                                                | 49° 18′ 58″ nord, 0° 37′ 42″ ouest             | « PA00111648 »                                 | Classé                                         | 1840                                           | Église Saint-Martin                              |
| Manoir du Pavillon                                   | Ryes                       |                                                | 49° 18′ 46″ nord, 0° 37′ 34″ ouest             | « PA00111649 »                                 | Inscrit                                        | 1927                                           | Manoir du Pavillon                               |
| Église de l'Exaltation-de-la-Sainte-Croix            | Sainte-Croix-sur-Mer       |                                                | 49° 18′ 48″ nord, 0° 30′ 39″ ouest             | « PA00111664 »                                 | Inscrit                                        | 1933                                           | Église de l'Exaltation-de-la-Sainte-Croix        |
| Église Sainte-Honorine                               | Sainte-Honorine-des-Pertes |                                                | 49° 20′ 55″ nord, 0° 48′ 19″ ouest             | « PA00111678 »                                 | Inscrit                                        | 1927                                           | Église Sainte-Honorine                           |
| Manoir de la Rivière                                 | Sainte-Marguerite-d'Elle   |                                                | 49° 12′ 51″ nord, 0° 56′ 58″ ouest             | « PA00111694 »                                 | Classé                                         | 1933                                           | Image manquante Téléverser                       |
| Manoir de Saint-Laurent-sur-Mer Porte du XVIe siècle | Saint-Laurent-sur-Mer      | Route de Port-en-Bessin                        | 49° 21′ 32″ nord, 0° 52′ 45″ ouest             | « PA00111687 »                                 | Inscrit                                        | 1927                                           | Image manquante Téléverser                       |
| Église Saint-Loup                                    | Saint-Loup-Hors            |                                                | 49° 15′ 58″ nord, 0° 42′ 46″ ouest             | « PA00111044 »                                 | Classé                                         | 1862                                           | Église Saint-Loup                                |
| Église Saint-Marcouf                                 | Saint-Marcouf              |                                                | 49° 15′ 05″ nord, 0° 59′ 26″ ouest             | « PA00111693 »                                 | Classé                                         | 1961                                           | Église Saint-Marcouf                             |
| Église Saint-Paul                                    | Saint-Paul-du-Vernay       |                                                | 49° 11′ 20″ nord, 0° 45′ 40″ ouest             | « PA00111706 »                                 | Inscrit                                        | 1927                                           | Église Saint-Paul                                |
| Château de Saint-Pierre-du-Mont                      | Saint-Pierre-du-Mont       |                                                | 49° 23′ 18″ nord, 0° 59′ 01″ ouest             | « PA00111711 »                                 | Inscrit                                        | 1927                                           | Château de Saint-Pierre-du-Mont                  |
| Église Saint-Pierre                                  | Saint-Pierre-du-Mont       |                                                | 49° 23′ 21″ nord, 0° 58′ 51″ ouest             | « PA00111712 »                                 | Inscrit                                        | 1953                                           | Église Saint-Pierre                              |
| Église Saint-Sulpice                                 | Saint-Vigor-le-Grand       | Rue de la Chapelle                             | 49° 17′ 42″ nord, 0° 40′ 05″ ouest             | « PA14000049 »                                 | Inscrit                                        | 2005                                           | Église Saint-Sulpice                             |
| Prieuré de Saint-Vigor-le-Grand                      | Saint-Vigor-le-Grand       |                                                | 49° 16′ 46″ nord, 0° 41′ 19″ ouest             | « PA00111725 »                                 | Classé                                         | 1908                                           | Prieuré de Saint-Vigor-le-Grand                  |
| Église Saint-Aubin                                   | Saon                       |                                                | 49° 16′ 14″ nord, 0° 51′ 28″ ouest             | « PA00111833 »                                 | Classé                                         | 1994                                           | Église Saint-Aubin                               |
| Château de Berné                                     | Saonnet                    |                                                | 49° 16′ 12″ nord, 0° 52′ 25″ ouest             | « PA14000022 »                                 | Classé                                         | 2000                                           | Image manquante Téléverser                       |
| Ancien séminaire                                     | Sommervieu                 | 27 place de l'Orangerie                        | 49° 17′ 24″ nord, 0° 39′ 05″ ouest             | « PA14000115 »                                 | Inscrit                                        | 2024                                           | Ancien séminaire                                 |
| Château Colombier                                    | Sully                      | D 6                                            | 49° 18′ 04″ nord, 0° 43′ 57″ ouest             | « PA00111738 »                                 | Inscrit                                        | 1933                                           | Image manquante Téléverser                       |
| Manoir de Boissy Porche du XVIe siècle               | Sully                      | Route de Maisons-en-Bessin                     | 49° 18′ 01″ nord, 0° 44′ 26″ ouest             | « PA14000105 »                                 | Inscrit                                        | 2013                                           | Image manquante Téléverser                       |
| Église Notre-Dame-de-la-Nativité                     | Sully                      |                                                | 49° 17′ 55″ nord, 0° 44′ 17″ ouest             | « PA00111739 »                                 | Inscrit                                        | 1933                                           | Église Notre-Dame-de-la-Nativité                 |
| Église Saint-Martin                                  | Tierceville                |                                                | 49° 17′ 32″ nord, 0° 31′ 51″ ouest             | « PA00111747 »                                 | Inscrit                                        | 1933                                           | Église Saint-Martin                              |
| Baronnie de Torteval                                 | Torteval-Quesnay           |                                                | 49° 07′ 38″ nord, 0° 44′ 06″ ouest             | « PA00111752 »                                 | Inscrit                                        | 1927                                           | Baronnie de Torteval                             |
| Château de Tour-en-Bessin                            | Tour-en-Bessin             | R.D. 613                                       | 49° 17′ 58″ nord, 0° 46′ 51″ ouest             | « PA00111759 »                                 | Inscrit                                        | 1967                                           | Château de Tour-en-Bessin                        |
| Château de Vaulaville                                | Tour-en-Bessin             |                                                | 49° 18′ 39″ nord, 0° 46′ 17″ ouest             | « PA00111760 »                                 | Classé Inscrit                                 | 1971                                           | Château de Vaulaville                            |
| Église Saint-Pierre                                  | Tour-en-Bessin             |                                                | 49° 17′ 53″ nord, 0° 46′ 35″ ouest             | « PA00111761 »                                 | Classé                                         | 1840                                           | Église Saint-Pierre                              |
| Château de la Noë                                    | Tracy-sur-Mer              | La Noë                                         | 49° 19′ 35″ nord, 0° 38′ 47″ ouest             | « PA00135502 »                                 | Inscrit Classé                                 | 1994 1995                                      | Château de la Noë                                |
| Église Saint-Aignan                                  | Trévières                  |                                                | 49° 18′ 33″ nord, 0° 54′ 12″ ouest             | « PA00111765 »                                 | Classé                                         | 1909                                           | Église Saint-Aignan                              |
| Moulin du Bosq                                       | Trévières                  | Le Beau Moulin                                 | 49° 18′ 09″ nord, 0° 55′ 19″ ouest             | « PA00111766 »                                 | Classé                                         | 1993                                           | Moulin du Bosq                                   |
| Pont de Sully                                        | Vaubadon                   | R.N. 172                                       | 49° 12′ 09″ nord, 0° 49′ 11″ ouest             | « PA00111776 »                                 | Inscrit                                        | 1990                                           | Pont de Sully                                    |
| Château de Vaubadon                                  | Vaubadon                   |                                                | 49° 12′ 37″ nord, 0° 50′ 00″ ouest             | « PA14000104 »                                 | Inscrit                                        | 2012                                           | Château de Vaubadon                              |
| Château de Vaucelles                                 | Vaucelles                  |                                                | 49° 17′ 25″ nord, 0° 44′ 12″ ouest             | « PA00111777 »                                 | Inscrit                                        | 1929                                           | Château de Vaucelles                             |
| Église Saint-Cyr-et-Sainte-Julitte                   | Vaucelles                  |                                                | 49° 17′ 07″ nord, 0° 44′ 10″ ouest             | « PA00111778 »                                 | Inscrit                                        | 1927                                           | Église Saint-Cyr-et-Sainte-Julitte               |
| Église Saint-Aubin                                   | Vaux-sur-Aure              |                                                | 49° 18′ 17″ nord, 0° 42′ 14″ ouest             | « PA00111780 »                                 | Inscrit                                        | 1927                                           | Église Saint-Aubin                               |
| Manoir d'Argouges                                    | Vaux-sur-Aure              |                                                | 49° 19′ 17″ nord, 0° 43′ 12″ ouest             | « PA00111781 »                                 | Classé                                         | 1924                                           | Manoir d'Argouges                                |
| Église Saint-Martin                                  | Ver-sur-Mer                |                                                | 49° 19′ 55″ nord, 0° 31′ 45″ ouest             | « PA00111790 »                                 | Classé                                         | 1879                                           | Église Saint-Martin                              |
| Château de Vienne-en-Bessin                          | Vienne-en-Bessin           |                                                | 49° 16′ 48″ nord, 0° 36′ 12″ ouest             | « PA00111797 »                                 | Inscrit                                        | 1932                                           | Château de Vienne-en-Bessin                      |
| Église Saint-Pierre                                  | Vienne-en-Bessin           |                                                | 49° 16′ 43″ nord, 0° 36′ 29″ ouest             | « PA00111798 »                                 | Classé                                         | 1974                                           | Église Saint-Pierre                              |
| Église Saint-André                                   | Vierville-sur-Mer          |                                                | 49° 22′ 21″ nord, 0° 54′ 18″ ouest             | « PA00111799 »                                 | Classé                                         | 1913                                           | Église Saint-André                               |
| Manoir de Vaumicel                                   | Vierville-sur-Mer          |                                                | 49° 22′ 06″ nord, 0° 54′ 34″ ouest             | « PA00111800 »                                 | Inscrit                                        | 1927                                           | Image manquante Téléverser                       |
| Château de Villiers-le-Sec                           | Villiers-le-Sec            |                                                | 49° 17′ 31″ nord, 0° 33′ 55″ ouest             | « PA00111807 »                                 | Inscrit                                        | 1927                                           | Château de Villiers-le-Sec                       |
| Église Saint-Laurent                                 | Villiers-le-Sec            |                                                | 49° 17′ 30″ nord, 0° 33′ 54″ ouest             | « PA00111806 »                                 | Classé                                         | 1913                                           | Église Saint-Laurent                             |
| Château de Vouilly                                   | Vouilly                    |                                                | 49° 17′ 45″ nord, 1° 01′ 15″ ouest             | « PA00111821 »                                 | Inscrit                                        | 1970                                           | Image manquante Téléverser                       |
| Église Notre-Dame                                    | Vouilly                    |                                                | 49° 17′ 28″ nord, 1° 01′ 23″ ouest             | « PA00111822 »                                 | Inscrit                                        | 1927                                           | Église Notre-Dame                                |